# Schadenfreude
Schadenfreude (IPA [ˈʃaːdənˌfʁɔʏ̯də]ⓘ) es una palabra del alemán que designa el sentimiento de alegría o satisfacción generado por el sufrimiento, infelicidad o humillación de otro. El término se usa también como expresión culta en otros idiomas, como el inglés. El término en español se podría traducir como regodearse o regodeo, definido por la RAE como Complacerse maliciosamente con un percance, apuro, etc., que le ocurre a otra persona. Clínicamente se identifica con el sadismo. Aunque el Diccionario de la Real Academia no lo recoge, también se podría traducir usando el término "epicaricacia", proveniente del griego clásico (ἐπιχαιρεκακία) [cita requerida].
Se trata de un concepto opuesto a lo que en español se llama compasión  o al concepto budista mudita, "felicidad por la fortuna de otro".
Ejemplos en alemán: 

Schadenfreude ist die schönste Freude, denn sie kommt von Herzen.
Schadenfreude es la alegría más bella, ya que proviene del corazón.
Frase popular.

Neid zu fühlen ist menschlich, Schadenfreude zu genießen teuflisch.
Sentir envidia es humano, gozar de la desgracia de otros, demoníaco.
Arthur Schopenhauer

## Etimología
Schadenfreude está tomado del alemán. Es un compuesto de Schaden, "daño" y Freude , "alegría". La palabra alemana se mencionó por primera vez en textos en inglés en 1852 y 1867, y se usó por primera vez en el texto corriente en inglés en 1895. En alemán, se atestiguó por primera vez en la década de 1740.

## Causas psicológicas
Los investigadores han descubierto que hay tres fuerzas impulsoras detrás del schadenfreude: agresión, rivalidad y justicia social.
La autoestima tiene una relación negativa con la frecuencia e intensidad del schadenfreude experimentado por un individuo; las personas con menos autoestima tienden a experimentar frustración con más frecuencia e intensidad. Lo contrario también es cierto: aquellos con mayor autoestima experimentan schadenfreude con menos frecuencia o con menos intensidad emocional.
Se plantea la hipótesis de que esta relación inversa está mediada a través de la inclinación psicológica humana a definir y proteger su yo y su grupo interno: identidad o autoconcepción. Específicamente, para alguien con alta autoestima, ver a otra persona fallar aún puede traerle una pequeña (pero efectivamente insignificante) oleada de confianza porque la alta autoestima del observador reduce significativamente la amenaza que creen que plantea el humano visiblemente fallando. a su estado o identidad. Dado que este individuo confiado percibe que, independientemente de las circunstancias, los éxitos y fracasos de la otra persona tendrán poco impacto en su propio estado o bienestar, tienen muy poca inversión emocional en cómo le va a la otra persona, ya sea positiva o negativa.
Por el contrario, para alguien con baja autoestima, alguien que tiene más éxito representa una amenaza para su sentido de sí mismo, y ver caer a esta persona "poderosa" puede ser una fuente de consuelo porque perciben una mejora relativa en su interior o endogrupo.
- La schadenfreude basada en la agresión involucra principalmente la identidad del grupo. La alegría de observar el sufrimiento de los demás proviene de la sensación del observador de que el fracaso del otro representa una mejora o validación del estado de su propio grupo (endogrupo) en relación con los grupos externos (exogrupos). Esto es, esencialmente, una schadenfreude basada en el estado de grupo versus grupo.

- La schadenfreude basada en la rivalidad es individualista y está relacionada con la competencia interpersonal. Surge del deseo de diferenciarse y superar a sus compañeros. Esta es una schadenfreude basada en la desgracia de otra persona que provoca placer porque el observador ahora se siente mejor acerca de su identidad personal y autoestima, en lugar de su identidad grupal.

- La schadenfreude basada en la justicia proviene de ver que se castiga el comportamiento visto como inmoral o "malo". Es el placer asociado con ver a una persona "mala" siendo lastimada o recibiendo represalias. Schadenfreude se experimenta aquí porque hace que las personas sientan que se ha restaurado la justicia por un mal que antes no había sido castigado.

## Sinónimos
Schadenfreude tiene equivalentes en muchos otros idiomas, pero no hay un equivalente de una sola palabra en español de uso común.
En inglés, epicaricacy es un equivalente directo poco usado, tomado del griego epichairekakia (ἐπιχαιρεκακία, primero atestiguado en Aristóteles) de ἐπί 'sobre', χαρά 'alegría' y κακόν 'mal'.
El "síndrome de alta exposición" es un fenómeno cultural en el que las personas de alto estatus son blanco de resentimiento, atacadas o criticadas porque han sido clasificadas como mejores que sus compañeros. Esto es similar al resentimiento o la envidia por el éxito de un compañero. Si alguien sintiera gozo por la caída en desgracia de la víctima, estaría experimentando un schadenfreude.
Una "fiesta romana" es una metáfora del poema de Byron Las peregrinaciones de Childe Harold, donde un gladiador de la antigua Roma espera ser "masacrado para celebrar una fiesta romana" mientras el público disfruta de ver su sufrimiento. El término sugiere libertinaje y desorden además del disfrute sádico.
La "delectación morosa" (delectatio morosa en latín), que significa "el hábito de vivir con gozo en los malos pensamientos", fue considerada por la iglesia medieval como un pecado. El escritor francés Pierre Klossowski sostuvo que el atractivo del sadismo es el deleite taciturno.
En inglés, gloating (regodeo) es una palabra de significado similar, donde gloat significa "observar o pensar en algo con satisfacción, gratificación o deleite triunfante y a menudo malicioso" (por ejemplo, regodearse por la desgracia de un enemigo). Regodearse es diferente de schadenfreude en que no necesariamente requiere malicia (uno puede regodearse con un amigo por haberlo derrotado en un juego sin mala intención), y que describe una acción más que un estado mental (uno típicamente se regodea con el tema de la desgracia o con un tercero). Además, a diferencia de schadenfreude, donde la atención se centra en la desgracia de otro, el regodeo a menudo trae a la mente celebrar o alardear de forma inapropiada sobre uno.

## Emociones o conceptos relacionados
Las permutaciones del concepto de placer por la infelicidad de otro son: placer por la felicidad de otro, disgusto por la felicidad de otro y disgusto por la infelicidad de otro. Las palabras para estos conceptos a veces se citan como antónimos de schadenfreude, ya que cada uno es lo contrario de alguna manera.
El placer por la felicidad de otra persona se describe mediante el concepto budista de mudita o el concepto de "competencia" en la comunidad poliamorosa. Un concepto similar es el término del argot hebreo firgun, felicidad por el logro de otro.
El disgusto por la felicidad de otra persona está relacionado con la envidia y quizás con los celos. La acuñación "freudenschade" también significa dolor por el éxito de otro.
El disgusto por la buena suerte de otro es Gluckschmerz, una palabra pseudoalemana acuñada en 1985 como una broma por la seudónima Wanda Tinasky; la forma correcta en alemán sería Glücksschmerz. Desde entonces se ha utilizado en contextos académicos.
El disgusto por la infelicidad de otro es la empatía.
El sadismo da placer al infligir dolor, mientras que schadenfreude es placer al observar la desgracia y, en particular, el hecho de que el otro de alguna manera merecía la desgracia.

## Neologismos y variantes
Se han acuñado neologismos y palabras derivadas ya en 1993, cuando Lincoln Caplan, en su libro Skadden: poder, dinero, y el surgimiento de un imperio legal, utiliza la palabra Skaddenfreude para describir el placer que los competidores de Skadden Arps tomaron en sus problemas de principios de la década de 1990. Otros incluyen spitzenfreude, acuñado por The Economist para referirse a la caída de Eliot Spitzer y Schadenford, acuñado por la revista Toronto Life con respecto al político canadiense Rob Ford.

## Uso literario y análisis filosófico
El Libro de Proverbios menciona una emoción similar a Schadenfreude: "No te regocijes cuando caiga tu enemigo, y no se alegre tu corazón cuando tropiece; no sea que el Señor lo vea, y le desagrade, y aparte de él su ira. " (Proverbios 24: 17-18, Biblia del rey Jacobo).
En la Ética a Nicómaco, Aristóteles usó epikhairekakia (ἐπιχαιρεκακία en griego) como parte de una tríada de términos, en la que epikhairekakia es el opuesto de phthonos (φθόνος), y némesis (νέμεσις) es el término medio. Némesis es "una respuesta dolorosa a la buena fortuna inmerecida de otro", mientras que phthonos es una respuesta dolorosa a la buena fortuna de otro, merecida o no. La persona epikhairekakos (ἐπιχαιρέκακος) se complace en la mala fortuna de otro.
Lucrecio caracteriza la emoción en un símil extendido en De rerum natura: Suave, mari magno turbantibus aequora ventis, e terra magnum alterius spectare laborem, "es agradable contemplar desde la tierra la gran lucha de otro en un mar engrandecido por vientos turbulentos". La etiqueta latina abreviada suave mare magno recuerda el paso a generaciones familiarizadas con los clásicos latinos.
Cesáreo de Heisterbach considera "el deleite en la adversidad del prójimo" como una de las "hijas de la envidia ... que sigue a la ira" en su Diálogo sobre los milagros.
Según santo Tomás de Aquino, “Los bienaventurados, sin salir del lugar que ocupaban, saldrán de cierto modo, en virtud de su don de inteligencia y de clarividencia, a fin de contemplar los tormentos de los condenados. Y viéndoles, no sólo no sentirán ningún dolor, sino que les enajerará la alegría, y darán gracias a Dios de su propia dicha asistiendo a la inefable calamidad de los impíos”.
Durante el siglo XVII, Robert Burton escribió en su obra La anatomía de la melancolía: "De estos dos [los poderes concupiscible e irascible] surgen esos afectos y pasiones mixtos de la ira, que es un deseo de venganza; el odio, que es una ira inveterada; celo, que se ofende con el que lastima por lo que ama; y ἐπιχαιρεκακία, un afecto compuesto de alegría y odio, cuando nos regocijamos por las travesuras de otros hombres y nos entristecemos por su prosperidad; orgullo, amor propio, emulación, envidia, vergüenza, etc., de los cuales en otros lugares".
El filósofo Arthur Schopenhauer mencionó la schadenfreude como el pecado más perverso de los sentimientos humanos, y dijo: "Sentir envidia es humano, saborear la schadenfreude es diabólico".
La canción de Bob Dylan de 1965 "Like a Rolling Stone" es una expresión de schadenfreude en la cultura popular.
El rabino Harold S. Kushner en su libro When Bad Things Happen to Good People describe la schadenfreude como una reacción universal, incluso saludable, que no puede evitarse. "Existe un término psicológico alemán, Schadenfreude, que se refiere a la vergonzosa reacción de alivio que sentimos cuando algo malo le sucede a otra persona en lugar de a nosotros". Él da ejemplos y escribe: "[La gente] no les desea mal a sus amigos, pero no pueden evitar sentir un embarazoso espasmo de gratitud porque [lo malo] le pasó a otra persona y no a ellos".
El libro de Susan Sontag Regarding the Pain of Others, publicado en 2003, es un estudio sobre cómo el dolor y la desgracia de algunas personas afectan a otras, es decir, si la fotografía de guerra y el arte militar pueden ser útiles como herramientas contra la guerra, o si solo sirven para algún sentido de schadenfreude en algunos espectadores.
El filósofo y sociólogo Theodor Adorno definió schadenfreude como "... deleite en gran parte inesperado en el sufrimiento de otro, que se conoce como trivial y/o apropiado".
Según Google, Schadenfreude se está convirtiendo en una palabra cada vez más popular

## Estudios científicos
Un artículo de The New York Times de 2002 citó una serie de estudios científicos sobre la schadenfreude, que definió como "deleitarse con la desgracia de los demás". Muchos de estos estudios se basan en la teoría de la comparación social, la idea de que cuando las personas que nos rodean tienen mala suerte, nos vemos mejor a nosotros mismos. Otros investigadores han descubierto que las personas con baja autoestima son más propensas a sentirse schadenfreude que aquellas que tienen una alta autoestima.
Un estudio de 2003 examinó la schadenfreude intergrupal en el contexto de los deportes, específicamente una competencia internacional de fútbol. El estudio se centró en los equipos de fútbol alemán y neerlandés y sus aficionados. Los resultados de este estudio indicaron que la emoción de schadenfreude es muy sensible a circunstancias que hacen más o menos legítimo sentir un placer tan malicioso hacia un rival deportivo.
Un estudio de 2011 de Cikara y sus colegas que utilizó imágenes de resonancia magnética funcional (fMRI) examinó la frialdad entre los fanáticos de los Boston Red Sox y los New York Yankees, y encontró que los fanáticos mostraron una mayor activación en áreas del cerebro correlacionada con el placer autoinformado (cuerpo estriado) al observar el equipo rival experimenta un resultado negativo (por ejemplo, un strikeout). Por el contrario, los aficionados mostraron una mayor activación en el cortex del cíngulo anterior y la ínsula cuando vieron a su propio equipo experimentar un resultado negativo.
Un experimento de 2006 sobre "justicia servida" sugiere que los hombres, pero no las mujeres, disfrutan de ver sufrir a las "personas malas". El estudio fue diseñado para medir la empatía observando qué centros cerebrales se estimulan cuando los sujetos observados mediante fMRI ven a alguien que experimenta dolor físico. Los investigadores esperaban que el centro de empatía del cerebro de los sujetos mostrara más estimulación cuando los que se consideraban "buenos" recibieran una descarga eléctrica, de lo que ocurriría si la descarga se aplicara a alguien que el sujeto tuviera motivos para considerar "malo". De hecho, este fue el caso, pero para los sujetos masculinos, los centros de placer del cerebro también se iluminaron cuando alguien recibió un shock que el hombre pensó que era "bien merecido".
Los estudios de escaneo cerebral muestran que la schadenfreude se correlaciona con la envidia en los sujetos. Fuertes sentimientos de envidia activaron los nodos de dolor físico en la corteza cingulada anterior dorsal del cerebro; Los centros de recompensa del cerebro, como el cuerpo estriado, se activaron con la noticia de que otras personas envidiadas habían sufrido desgracias. La magnitud de la respuesta schadenfreude del cerebro incluso podría predecirse a partir de la fuerza de la respuesta anterior de envidia.
Un estudio realizado en 2009 proporciona evidencia de la capacidad de las personas para sentir schadenfreude en respuesta a eventos negativos en la política. El estudio se diseñó para determinar si existía o no la posibilidad de que los eventos que contenían desgracias objetivas produjeran una frustración. En el estudio se informó que la probabilidad de experimentar sentimientos de schadenfreude depende de si la propia parte de un individuo o la parte contraria está sufriendo daño. Este estudio sugiere que el dominio de la política es un territorio privilegiado para los sentimientos de schadenfreude, especialmente para quienes se identifican fuertemente con su partido político.[cita requerida]

## Schadenfreude en la cultura popular
- En 2017 el creador mexicano Israel Garay realiza una serie de pinturas explorando desde la plástica el ''Schadenfreude''; apunta respecto a esto que "de entre el vaho que expiden las vísceras se asoma aquel sentimiento ígneo que corona con flores de hiel el raciocinio y la cabalidad, exponiendo inevitablemente el instinto del hombre ante la gozosa felicidad de la tragedia ajena, algunas veces justificada, otras dignas de confidencia; el hedor universal e irrenunciable".
- En la segunda temporada de la serie de TV Boston Legal se hace alusión al sentimiento Schadenfreude, cuando el abogado protagonista trata de defender a una mujer millonaria que es culpada sin pruebas, pero a la que el público declara culpable, con el único fin de verla derrotada, ya que es millonaria a costa de la sociedad y no solamente vive de mejor manera sino que ostenta su poder adquisitivo superior al de los demás.
- La tercera canción del disco A Violent Emotion de Aesthetic Perfection se titula Schadenfreude y hace referencia al regocijo del cantante hacia una persona que odia al punto de desear su muerte.
- En el sexto episodio de la quinta temporada de la serie The West Wing (El ala oeste de la casa blanca) el personaje de C.J. alecciona al personaje de Donna sobre como controlar el efecto del fracaso de una negociación que otro personaje ha tenido con un senador. Lo primero, dice C.J., es controlar el Schandenfreude.
- En el tercer capítulo de la quinta temporada de Californication, Hank Moody le explica a su expareja, Karen, que siente Schadenfreude cuando otros escritores fracasan.
- El musical de Broadway Avenue Q de Robert López y Jeff Marx tiene un número musical dedicado a la palabra Schadenfreude, en la que explica cómo Gary Coleman y Nicky, quien se queda sin hogar, son las personas de cuyo sufrimiento los demás se ríen, y ellos dos cantan que siempre es bueno tener de quien burlarse para sentirse feliz.
- En el capítulo de Los Simpson «When Flanders Failed» (capítulo de la tercera temporada), Homer goza al ver que Ned Flanders está fracasando con la tienda para zurdos. Lisa le explica a Homer el significado de Schadenfreude, traduciéndolo como «alegría vergonzosa» en el doblaje castellano o «alegría malsana» en el latino.
- En el videojuego Team Fortress 2, el médico (de nacionalidad alemana) usa la frase «Can you feel the Schadenfreude?» («¿Puedes sentir el Schadenfreude?») como una de sus burlas. Además, la Schadenfreude es una acción obtenible que básicamente es una risa descontrolada hecha para burlarse de las víctimas.
- En la película Big Stan, en una escena usa la frase «Ahora ya sé lo que es Schadenfreude».
- El episodio 17 de la segunda temporada de Cold Case se titula «Schadenfreude»
- En el videojuego  Marble Blast Ultra, el último nivel del modo experto tiene como nombre «Schadenfreude».
- En el opening «Asphyxia» de la tercera temporada del anime Tokyo Ghoul, cantado por Cö Shu Nie, una estrofa menciona «¿Schadenfreude? Es desagradable».
- En unos de los arcos de personaje la serie Bakemonogatari, exactamente en "Hanamonogatari", en su capítulo final, se ve literalmente la expresión "Schadenfruede" hecha manualmente por su protagonista (múltiples libros organizados en el suelo para formar dicha palabra), haciendo énfasis al argumento principal del arco y en si concluir con el mismo.